# Betimus Baru
Betimus Baru is een bestuurslaag in het regentschap Deli Serdang van de provincie Noord-Sumatra, Indonesië. Betimus Baru telt 287 inwoners (volkstelling 2010).